# Austra
Austra — канадский музыкальный коллектив из Торонто, образованный в 2009 году. В оригинальный состав входили бывшие участницы группы Galaxy: вокалистка Кэти Стелманис, Майя Постепски (ударные) — и Дориан Вольф, бывший бас-гитарист Spiral Beach. Они отыграли несколько концертов под именем Private Life, пока не узнали, что другая группа уже использует это название; тогда они взяли в качестве названия среднее имя Стелманис — Аустра, которое также является именем божества утренней зари в латышской мифологии. Гастролирующий состав включал в себя двух бэк-вокалисток — близнецов из Tasseomancy, — Сари и Роми Лайтман, а также Райана Вонзиака из Ze and the Boyfriends. С 2020 года Austra — сольный проект Кэти Стелманис.
Дебютный альбом группы Feel It Break был выпущен 17 мая 2011 года на лейблах Paper Bag Records и Domino Records. Он получил в целом положительные отзывы критиков и вошёл в короткий список номинантов на премию Polaris.
Также сингл "Spellwork" используется в компьютерной игре The Sims 3, где представляет жанр "Темная волна".
Второй альбом Olympia был выпущен 18 июня 2013 года. Ему предшествовал лид-сингл "Home", выпущенный 7 марта 2013 года, который был описан как "личный песенный цикл о потере и гендерной динамике". Третий альбом Future Politics был выпущен 20 января 2017 года. Для записи Стельманис провела время в Мексике, где она познакомилась с electro cumbia, в то время как хаус, дэнс и техно-музыка повлияли на написание альбома. Лирически Стельманис была вдохновлена книгой "Изобретение будущего: Посткапитализм и мир без труда" Ника Срничека и "Манифест акселерационистов" Алекса Уильямса. Стелманис указала, что материал для записи был написан до политических событий во второй половине 2016 года.
В мае 2017 года группу покинула барабанщица Майя Постепск, чтобы сосредоточиться на своем сольном проекте Princess Century и продолжать продюсировать, делать ремиксы и играть на барабанах для других групп, включая TR/ST.
В 2020 году Austra вернулась после трёхлетнего перерыва. Лид-сингл "Risk It" был выпущен 29 января 2020 года вместе с музыкальным видео. 5 марта состоялся релиз сингла "Anywayz" и был анонсирован четвёртый альбом HiRUDiN, который вышел 1 мая 2020 года. Также Стелманис объявила, что теперь Austra — её сольный проект, а на предстоящем туре будут новые музыканты.

## Дискография
Альбомы
- Feel It Break (2011)
- Olympia (2013)[6]
- Future Politics (2017)
- HiRUDiN (2020)

Мини-альбомы
- Beat and the Pulse (2011)
- Sparkle (2011)
- Habitat (2014)

Синглы
- «Beat and the Pulse» (2010)
- «Lose It» (2011)
- «Spellwork» (2011)
- «Home» (2013)
- «Painful Like» (2013)
- «Forgive Me» (2013)
- «Hurt Me Now» (2014)
- «Habitat» (2014)
- «American Science» (2014)
- «Utopia» (2016)
- «Future Politics» (2016)
- «I Love You More Than You Love Yourself» (2017)
- «Change the Paradigm» (2017)
- «Risk It» (2020)
- «Anywayz» (2020)
- «Mountain Baby» (2020)
- «I Am Not Waiting» (2020)